# Genista cinerea
Genista cinerea là một loài thực vật có hoa trong họ Đậu. Loài này được (Vill.) DC. miêu tả khoa học đầu tiên.

## Hình ảnh

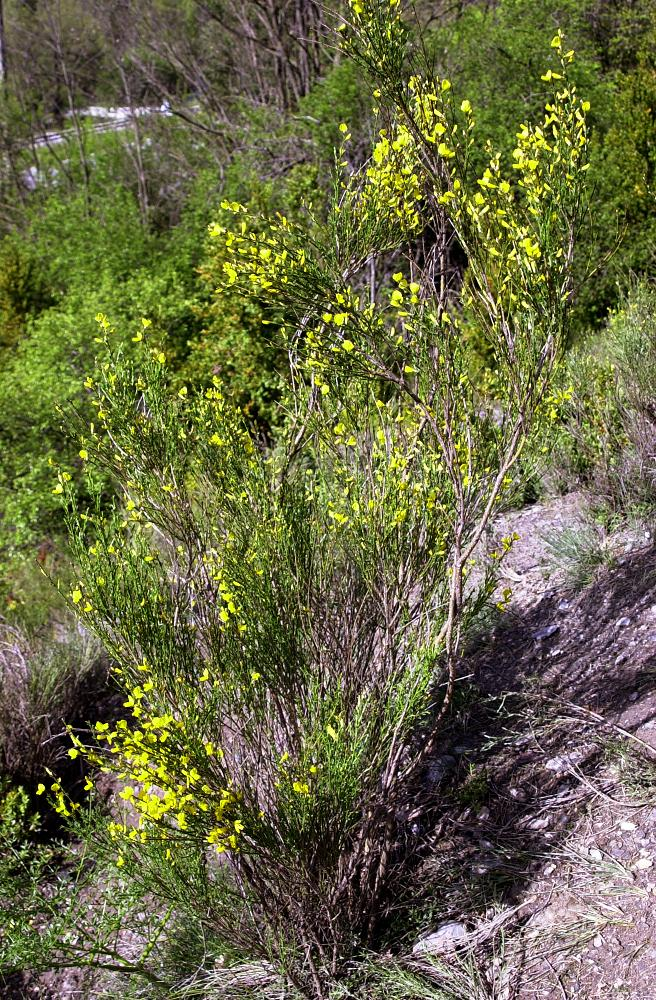
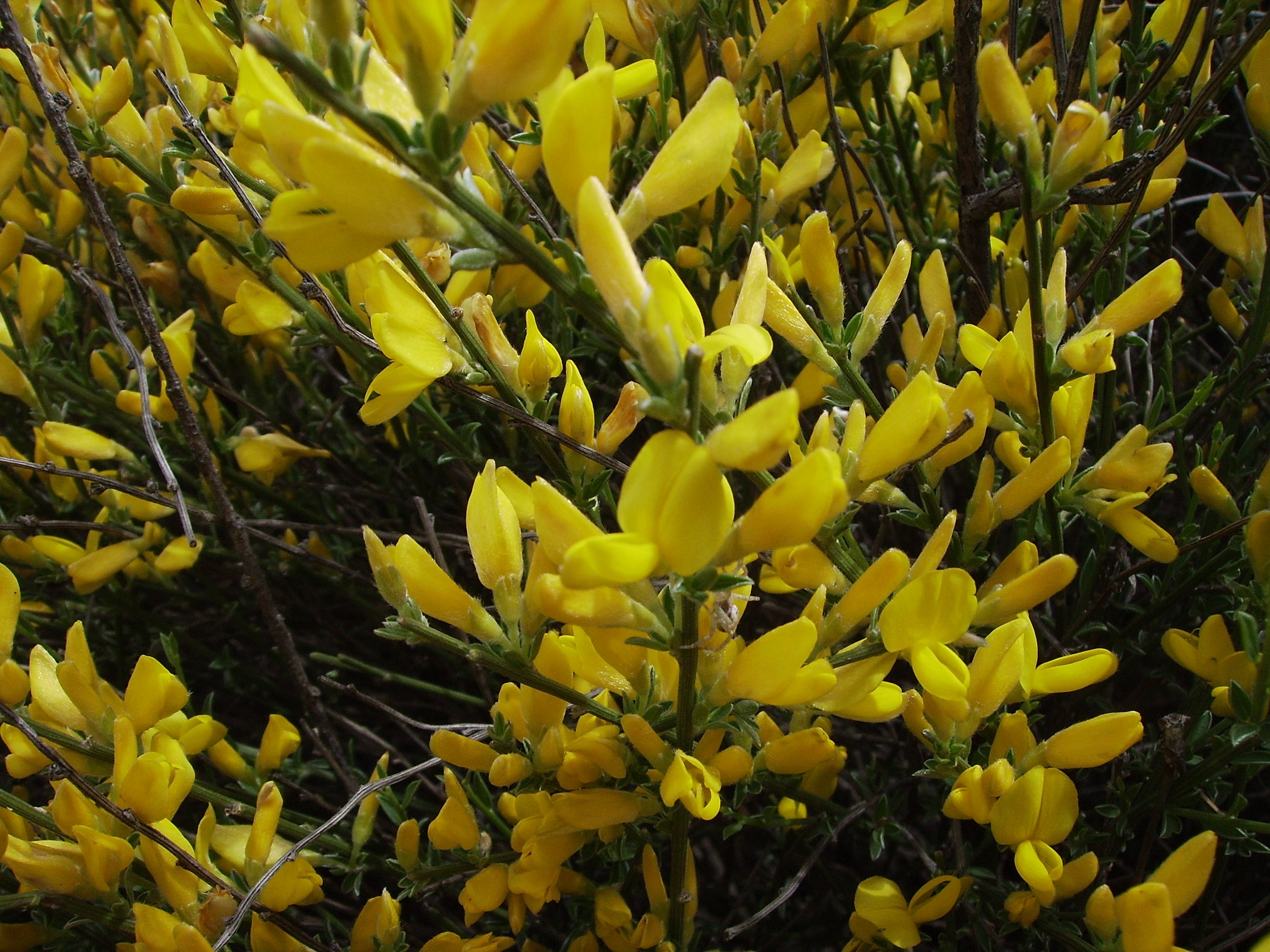